# Strundžanícky potok
Strundžanícky potok – potok, lewy dopływ rzeki Hron na Słowacji. Jest ciekiem 3 rzędu. Wypływa na wysokości około 930 m na Murańskiej Płaninie (Muránska planina). Początkowo spływa w kierunku północno-wschodnim, potem północnym i w osadzie Pohorelská Maša będącej częścią wsi Pohorelá uchodzi do Hronu na wysokości około 710 m.
Orograficznie lewe zbocza doliny Strundżanickiego Potoku tworzą szczyty Strundžaník (902 m) i Gindura (1098 m).  Zlewnia potoku to głównie obszary porośnięte lasem, ale w środkowej części jego biegu na zboczach o niewielkim nachyleniu znajduje się duża polana. Na jednym z dopływów znajduje się niewielkie jezioro.